# Enrico di Huntingdon
Enrico di Huntingdon (1080 – 1160) è stato uno storico e religioso inglese.
La maggior parte di ciò che si conosce della sua Historia Anglorum copre il periodo che va dall'invasione romana della Britannia (43 a.C.) all'ascesa sul trono d'Inghilterra di Enrico II nel 1154. È stato stimato che circa il 75% di quest'opera derivi direttamente dalla citazione, traduzione o sintesi di altre opere, di cui circa il 40% viene dall'Historia ecclesiastica gentis Anglorum di Beda il Venerabile per il periodo più antico. L'opera è invece originale per gli anni che vanno dal 1126 al 1154: alcuni sono frutto di testimonianza personale, compresi i regni di Enrico I ed Enrico II e l'anarchia di re Stefano. Anche se la sua storia è molto drammatica e piena di elementi popolari, tuttavia è importante come fonte.
Enrico suddivide la sua opera secondo le cinque grandi invasioni dei romani, dei pitti e degli scoti, degli anglosassoni, dei vichinghi e dei normanni, ripartendola, nella versione del 1135, in sette libri dai seguenti titoli:
1. Il regno dei romani in Britannia
2. L'arrivo degli inglesi
3. La conversione degli inglesi
4. Il regno degli inglesi
5. Le guerre danesi
6. L'arrivo dei normanni
7. Il regno dei normanni

Le versioni più tarde della sua opera includono 3 altri libri: sulle vite e i miracoli dei santi e un sommario di parti dell'Historia Regum Britanniae di Goffredo di Monmouth.
È Enrico ad aver usato per primo il termine di eptarchia.